# Plymouth (Illinois)
Plymouth falu az USA Illinois államában, Hancock és McDonough megyében. Lakosainak száma 436 fő (2020. április 1.).

## Népesség
A település népességének változása:

| 2010 | 505 |
| 2020 | 436 |